# Coppa Davis 1976
La Coppa Davis 1976 è stata la 65ª edizione del massimo torneo riservato alle nazionali maschili di tennis. Vi hanno partecipato 56 nazioni: 32 della zona europea, 12 della zona asiatica e 12 della zona americana.
L'Italia ha battuto il Cile nella finale che si è giocata all'Estadio Nacional de Cile di Santiago in Cile dal 17 al 19 dicembre. É il primo trionfo in Coppa Davis per la squadra azzurra.

## Zona Americana

### Turni Preliminari
Squadre partecipanti
- Argentina — promossa al Tabellone principale
- Bolivia
- Brasile — promossa al Tabellone principale
- Canada
- Caraibi e Indie Occidentali
- Ecuador
- Messico — promossa al Tabellone principale
- Perù
- Stati Uniti — promossa al Tabellone principale
- Uruguay
- Venezuela

### Tabellone principale
Squadre partecipanti
- Argentina
- Brasile
- Cile
- Messico
- Stati Uniti
- Sudafrica

### Finale
| Cile 3 | Santiago, Cile 26–28 aprile 1976       | Santiago, Cile 26–28 aprile 1976                              | Sudafrica 2 |      |      |     |     |  |
| \| \| \| \| 1 \| 2 \| 3 \| 4 \| 5 \| \| \| - \| \| ------------------------------------------------------------- \| --- \| ---- \| ---- \| --- \| --- \| \| \| 1 \| \| Patricio Cornejo Bernard Mitton \| 4 6 \| 6 3 \| 5 7 \| 5 7 \| \| \| \| 2 \| \| Jaime Fillol Raymond Moore \| 7 5 \| 8 6 \| 6 3 \| \| \| \| \| 3 \| \| Patricio Cornejo / Jaime Fillol Byron Bertram / Frew McMillan \| 6 3 \| 10 8 \| 2 6 \| 4 6 \| 3 6 \| \| \| 4 \| \| Patricio Cornejo Bernard Mitton \| 5 7 \| 6 2 \| 10 8 \| 7 5 \| \| \| \| 5 \| \| Jaime Fillol Raymond Moore \| 7 5 \| 6 3 \| 4 6 \| 6 2 \| \| \| |                                        |                                                               |             |      |      |     |     |  |
| |                                        |                                                               | 1           | 2    | 3    | 4   | 5   |  |
| 1 | Cile (bandiera) · Sudafrica (bandiera) | Patricio Cornejo Bernard Mitton                               | 4 6         | 6 3  | 5 7  | 5 7 |     |  |
| 2 | Cile (bandiera) · Sudafrica (bandiera) | Jaime Fillol Raymond Moore                                    | 7 5         | 8 6  | 6 3  |     |     |  |
| 3 | Cile (bandiera) · Sudafrica (bandiera) | Patricio Cornejo / Jaime Fillol Byron Bertram / Frew McMillan | 6 3         | 10 8 | 2 6  | 4 6 | 3 6 |  |
| 4 | Cile (bandiera) · Sudafrica (bandiera) | Patricio Cornejo Bernard Mitton                               | 5 7         | 6 2  | 10 8 | 7 5 |     |  |
| 5 | Cile (bandiera) · Sudafrica (bandiera) | Jaime Fillol Raymond Moore                                    | 7 5         | 6 3  | 4 6  | 6 2 |     |  |

- Cile avanza alle semifinali

## Zona Asiatica

### Turni Preliminari
Squadre partecipanti
- Corea del Sud
- Filippine — promossa al Tabellone principale
- Giappone
- India — promossa al Tabellone principale
- Indonesia — promossa al Tabellone principale
- Malaysia
- Pakistan — promossa al Tabellone principale
- Sri Lanka
- Taipei cinese
- Thailandia

### Tabellone principale
Squadre partecipanti
- Australia
- Filippine
- India
- Indonesia
- Nuova Zelanda
- Pakistan

### Finale
| Australia 3 | Milton Courts, Brisbane, Australia 27 febbraio - 1º marzo 1976 erba | Milton Courts, Brisbane, Australia 27 febbraio - 1º marzo 1976 erba | Nuova Zelanda 1 |      |      |     |     |             |
| \| \| \| \| 1 \| 2 \| 3 \| 4 \| 5 \| \| \| - \| \| ----------------------------------------------------- \| --- \| ---- \| ---- \| --- \| --- \| ----------- \| \| 1 \| \| Ross Case Brian Fairlie \| 6 3 \| 8 10 \| 1 6 \| 6 2 \| 4 6 \| \| \| 2 \| \| John Newcombe Onny Parun \| 8 6 \| 6 3 \| 7 5 \| \| \| \| \| 3 \| \| John Newcombe / Tony Roche Brian Fairlie / Onny Parun \| 6 1 \| 3 6 \| 6 3 \| 7 5 \| \| \| \| 4 \| \| John Newcombe Brian Fairlie \| 8 6 \| 5 7 \| 11 9 \| 6 3 \| \| \| \| 5 \| \| Ross Case Onny Parun \| \| \| \| \| \| non giocata \| |                                                                     |                                                                     |                 |      |      |     |     |             |
| |                                                                     |                                                                     | 1               | 2    | 3    | 4   | 5   |             |
| 1 | Australia (bandiera) · Nuova Zelanda (bandiera)                     | Ross Case Brian Fairlie                                             | 6 3             | 8 10 | 1 6  | 6 2 | 4 6 |             |
| 2 | Australia (bandiera) · Nuova Zelanda (bandiera)                     | John Newcombe Onny Parun                                            | 8 6             | 6 3  | 7 5  |     |     |             |
| 3 | Australia (bandiera) · Nuova Zelanda (bandiera)                     | John Newcombe / Tony Roche Brian Fairlie / Onny Parun               | 6 1             | 3 6  | 6 3  | 7 5 |     |             |
| 4 | Australia (bandiera) · Nuova Zelanda (bandiera)                     | John Newcombe Brian Fairlie                                         | 8 6             | 5 7  | 11 9 | 6 3 |     |             |
| 5 | Australia (bandiera) · Nuova Zelanda (bandiera)                     | Ross Case Onny Parun                                                |                 |      |      |     |     | non giocata |

- Australia avanza alle semifinali

## Zona Europea

### Zona A

#### Turno di qualificazione
Squadre partecipanti
- Israele — promossa al Turni Preliminari
- Turchia

#### Turni Preliminari
Squadre partecipanti
- Belgio
- Danimarca
- Egitto — promossa al Tabellone principale
- Finlandia
- Germania Ovest — promossa al Tabellone principale
- Irlanda
- Israele
- Monaco
- Paesi Bassi
- Rhodesia
- Ungheria — promossa al Tabellone principale
- Unione Sovietica — promossa al Tabellone principale

#### Tabellone principale
Squadre partecipanti
- Cecoslovacchia
- Egitto
- Germania Ovest
- Spagna
- Ungheria
- Unione Sovietica

#### Finale
| Unione Sovietica 4 | Tbilisi, Unione Sovietica 13–15 agosto 1976       | Tbilisi, Unione Sovietica 13–15 agosto 1976                     | Ungheria 1 |     |     |     |     |  |
| \| \| \| \| 1 \| 2 \| 3 \| 4 \| 5 \| \| \| - \| \| --------------------------------------------------------------- \| ----- \| --- \| --- \| --- \| --- \| \| \| 1 \| \| Alex Metreveli János Benyik \| 6 3 \| 7 5 \| 6 3 \| \| \| \| \| 2 \| \| Tejmuraz Kakulija Balázs Taróczy \| 3 6 \| 3 6 \| 4 6 \| \| \| \| \| 3 \| \| Tejmuraz Kakulija / Alex Metreveli Peter Szoke / Balázs Taróczy \| 12 10 \| 6 0 \| 6 4 \| \| \| \| \| 4 \| \| Alex Metreveli Balázs Taróczy \| 7 5 \| 6 1 \| 9 7 \| \| \| \| \| 5 \| \| Tejmuraz Kakulija János Benyik \| 6 4 \| 6 8 \| 3 6 \| 6 3 \| 6 1 \| \| |                                                   |                                                                 |            |     |     |     |     |  |
| |                                                   |                                                                 | 1          | 2   | 3   | 4   | 5   |  |
| 1 | Unione Sovietica (bandiera) · Ungheria (bandiera) | Alex Metreveli János Benyik                                     | 6 3        | 7 5 | 6 3 |     |     |  |
| 2 | Unione Sovietica (bandiera) · Ungheria (bandiera) | Tejmuraz Kakulija Balázs Taróczy                                | 3 6        | 3 6 | 4 6 |     |     |  |
| 3 | Unione Sovietica (bandiera) · Ungheria (bandiera) | Tejmuraz Kakulija / Alex Metreveli Peter Szoke / Balázs Taróczy | 12 10      | 6 0 | 6 4 |     |     |  |
| 4 | Unione Sovietica (bandiera) · Ungheria (bandiera) | Alex Metreveli Balázs Taróczy                                   | 7 5        | 6 1 | 9 7 |     |     |  |
| 5 | Unione Sovietica (bandiera) · Ungheria (bandiera) | Tejmuraz Kakulija János Benyik                                  | 6 4        | 6 8 | 3 6 | 6 3 | 6 1 |  |

- Unione Sovietica avanza alle semifinali

### Zona B

#### Turno di qualificazione
Squadre partecipanti
- Algeria
- Iran — promossa al Turni Preliminari
- Lussemburgo
- Nigeria
- Portogallo — promossa al Turni Preliminari

#### Turni Preliminari
Squadre partecipanti
- Austria
- Bulgaria
- Grecia
- Iran
- Italia — promossa al Tabellone principale
- Jugoslavia — promossa al Tabellone principale
- Norvegia
- Polonia
- Portogallo
- Regno Unito — promossa al Tabellone principale
- Romania — promossa al Tabellone principale
- Svizzera

#### Tabellone principale
Squadre partecipanti
- Francia
- Italia
- Jugoslavia
- Regno Unito
- Romania
- Svezia

#### Finale
| Regno Unito 1 | No. 1 Court, All England Lawn Tennis and Croquet Club, Wimbledon, Inghilterra 5–7 agosto 1976 erba | No. 1 Court, All England Lawn Tennis and Croquet Club, Wimbledon, Inghilterra 5–7 agosto 1976 erba | Italia 4 |     |     |       |     |  |
| \| \| \| \| 1 \| 2 \| 3 \| 4 \| 5 \| \| \| - \| \| ----------------------------------------------------------- \| --- \| --- \| --- \| ----- \| --- \| \| \| 1 \| \| Roger Taylor Antonio Zugarelli \| 1 6 \| 5 7 \| 6 3 \| 1 6 \| \| \| \| 2 \| \| John Lloyd Adriano Panatta \| 7 5 \| 3 6 \| 3 6 \| 6 2 \| 4 6 \| \| \| 3 \| \| David Lloyd / John Lloyd Paolo Bertolucci / Adriano Panatta \| 6 8 \| 3 6 \| 6 3 \| 18 16 \| 6 2 \| \| \| 4 \| \| Roger Taylor Adriano Panatta \| 6 3 \| 2 6 \| 4 6 \| 4 6 \| \| \| \| 5 \| \| John Lloyd Antonio Zugarelli \| 6 4 \| 8 6 \| 1 6 \| 1 6 \| 1 6 \| \| | | |          |     |     |       |     |  |
| | | | 1        | 2   | 3   | 4     | 5   |  |
| 1 | Regno Unito (bandiera) · Italia (bandiera)                                                         | Roger Taylor Antonio Zugarelli                                                                     | 1 6      | 5 7 | 6 3 | 1 6   |     |  |
| 2 | Regno Unito (bandiera) · Italia (bandiera)                                                         | John Lloyd Adriano Panatta                                                                         | 7 5      | 3 6 | 3 6 | 6 2   | 4 6 |  |
| 3 | Regno Unito (bandiera) · Italia (bandiera)                                                         | David Lloyd / John Lloyd Paolo Bertolucci / Adriano Panatta                                        | 6 8      | 3 6 | 6 3 | 18 16 | 6 2 |  |
| 4 | Regno Unito (bandiera) · Italia (bandiera)                                                         | Roger Taylor Adriano Panatta                                                                       | 6 3      | 2 6 | 4 6 | 4 6   |     |  |
| 5 | Regno Unito (bandiera) · Italia (bandiera)                                                         | John Lloyd Antonio Zugarelli                                                                       | 6 4      | 8 6 | 1 6 | 1 6   | 1 6 |  |

- Italia alle semifinali

## Semifinali

### Tabellone
|  | Semifinali | Semifinali       | Semifinali |      |       | Finale | Finale | Finale |  |
|  |            |                  |            |      |       |        |        |        |  |
|  | EUR-A      | Italia           | 3          |      |       |        |        |        |  |
|  | EUR-A      | Italia           | 3          |      |       |        |        |        |  |
|  | EAS        | Australia        | 2          |      |       |        |        |        |  |
|  | EAS        | Australia        | 2          |      | EUR-A | Italia | 4      |        |  |
|  |            |                  |            |      | EUR-A | Italia | 4      |        |  |
|  |            |                  | AME        | Cile | 1     |        |        |        |  |
|  | EUR-B      | Unione Sovietica | AME        | Cile | 1     |        |        |        |  |
|  | EUR-B      | Unione Sovietica |            |      |       |        |        |        |  |
|  | AME        | Cile             | w/o        |      |       |        |        |        |  |

L'Unione Sovietica rifiutò di incontrare il Cile in segno di protesta contro il regime di Pinochet: il Cile passò quindi in finale senza aver disputato l'incontro. In conseguenza al boicottaggio della semifinale, l'URSS fu sospesa dalle due seguenti edizioni della Coppa Davis.

### Primo turno
| Italia 3 | Foro Italico, Roma, Italia 24–27 settembre 1976 Terra | Foro Italico, Roma, Italia 24–27 settembre 1976 Terra         | Australia 2 |     |     |     |     |  |
| \| \| \| \| 1 \| 2 \| 3 \| 4 \| 5 \| \| \| - \| \| ------------------------------------------------------------- \| --- \| --- \| --- \| --- \| --- \| \| \| 1 \| \| Corrado Barazzutti John Newcombe \| 7 5 \| 6 1 \| 6 4 \| \| \| \| \| 2 \| \| Adriano Panatta John Alexander \| 5 7 \| 3 6 \| 4 6 \| \| \| \| \| 3 \| \| Paolo Bertolucci / Adriano Panatta John Newcombe / Tony Roche \| 6 3 \| 6 4 \| 6 3 \| \| \| \| \| 4 \| \| Corrado Barazzutti John Alexander \| 2 6 \| 2 6 \| 7 5 \| 6 4 \| 2 6 \| \| \| 5 \| \| Adriano Panatta John Newcombe \| 5 7 \| 8 6 \| 6 4 \| 6 2 \| \| \| |                                                       |                                                               |             |     |     |     |     |  |
| |                                                       |                                                               | 1           | 2   | 3   | 4   | 5   |  |
| 1 | Italia (bandiera) · Australia (bandiera)              | Corrado Barazzutti John Newcombe                              | 7 5         | 6 1 | 6 4 |     |     |  |
| 2 | Italia (bandiera) · Australia (bandiera)              | Adriano Panatta John Alexander                                | 5 7         | 3 6 | 4 6 |     |     |  |
| 3 | Italia (bandiera) · Australia (bandiera)              | Paolo Bertolucci / Adriano Panatta John Newcombe / Tony Roche | 6 3         | 6 4 | 6 3 |     |     |  |
| 4 | Italia (bandiera) · Australia (bandiera)              | Corrado Barazzutti John Alexander                             | 2 6         | 2 6 | 7 5 | 6 4 | 2 6 |  |
| 5 | Italia (bandiera) · Australia (bandiera)              | Adriano Panatta John Newcombe                                 | 5 7         | 8 6 | 6 4 | 6 2 |     |  |

 Cile ha battuto  Unione Sovietica che non ha disputato l'incontro.

## Finale
| Cile 1 | Estadio Nacional de Chile, Santiago, Cile 17–19 dicembre 1976 Terra rossa | Estadio Nacional de Chile, Santiago, Cile 17–19 dicembre 1976 Terra rossa | Italia 4 |     |     |      |   |  |
| \| \| \| \| 1 \| 2 \| 3 \| 4 \| 5 \| \| \| - \| \| ------------------------------------------------------------------ \| --- \| --- \| --- \| ---- \| - \| \| \| 1 \| \| Jaime Fillol Corrado Barazzutti \| 5 7 \| 6 4 \| 5 7 \| 1 6 \| \| \| \| 2 \| \| Patricio Cornejo Adriano Panatta \| 3 6 \| 1 6 \| 3 6 \| \| \| \| \| 3 \| \| Patricio Cornejo / Jaime Fillol Paolo Bertolucci / Adriano Panatta \| 6 3 \| 2 6 \| 7 9 \| 3 6 \| \| \| \| 4 \| \| Jaime Fillol Adriano Panatta \| 6 8 \| 4 6 \| 6 3 \| 8 10 \| \| \| \| 5 \| \| Belus Prajoux Antonio Zugarelli \| 6 4 \| 6 4 \| 6 2 \| \| \| \| |                                                                           |                                                                           |          |     |     |      |   |  |
| |                                                                           |                                                                           | 1        | 2   | 3   | 4    | 5 |  |
| 1 | Cile (bandiera) · Italia (bandiera)                                       | Jaime Fillol Corrado Barazzutti                                           | 5 7      | 6 4 | 5 7 | 1 6  |   |  |
| 2 | Cile (bandiera) · Italia (bandiera)                                       | Patricio Cornejo Adriano Panatta                                          | 3 6      | 1 6 | 3 6 |      |   |  |
| 3 | Cile (bandiera) · Italia (bandiera)                                       | Patricio Cornejo / Jaime Fillol Paolo Bertolucci / Adriano Panatta        | 6 3      | 2 6 | 7 9 | 3 6  |   |  |
| 4 | Cile (bandiera) · Italia (bandiera)                                       | Jaime Fillol Adriano Panatta                                              | 6 8      | 4 6 | 6 3 | 8 10 |   |  |
| 5 | Cile (bandiera) · Italia (bandiera)                                       | Belus Prajoux Antonio Zugarelli                                           | 6 4      | 6 4 | 6 2 |      |   |  |

Il capitano non giocatore della squadra vincitrice era Nicola Pietrangeli.

## Dibattito in Italia

Il cantautore Domenico Modugno si esibisce a Roma nell'autunno 1976, durante un incontro organizzato dall'Associazione Italia-Cile, a favore del boicottaggio italiano verso la finale di Coppa Davis nel Cile di Pinochet.

Dopo il successo in semifinale, in Italia cominciò un dibattito circa l'opportunità di partecipare alla finale. La gara, infatti, si sarebbe disputata in Cile, paese retto dalla dittatura di Pinochet e, per giunta, il campo di gioco si trovava nel complesso dello Stadio Nazionale, divenuto uno dei simboli della repressione del regime perché, negli anni precedenti, era stato usato come campo di concentramento per gli oppositori politici. La partecipazione italiana era contestata da numerosi gruppi politici, soprattutto di sinistra, con proteste a mezzo stampa e in piazza. Il governo, guidato da Giulio Andreotti, e il Coni preferirono non prendere posizione, lasciando la decisione alla Federazione italiana tennis, che autorizzò la partecipazione.
Nel corso del doppio Adriano Panatta, noto per le sue simpatie politiche di sinistra, decise di giocare con una maglietta rossa, in omaggio alle vittime della repressione di Pinochet, convincendo il suo compagno Paolo Bertolucci a fare lo stesso. Solo nell'ultimo set i due atleti indossarono la tradizionale casacca azzurra. Alla vicenda è dedicato il documentario La maglietta rossa. Altra particolarità era che le strisce del campo erano di gesso come nei campi di calcio; quando la pallina colpiva la riga si vedeva dallo spolvero.
Al loro ritorno in Italia, i tennisti italiani non furono accolti con l'entusiasmo che ci si sarebbe potuti aspettare per una vittoria così prestigiosa. Anzi, furono contestati da una parte dell'opinione pubblica e da alcuni movimenti politici che li accusarono di aver legittimato il regime di Pinochet partecipando alla finale in Cile. Questo episodio è rimasto come un esempio di come lo sport e la politica possano intrecciarsi in modi complessi e, a volte, dolorosi.